# Hofkirchen im Mühlkreis
Hofkirchen im Mühlkreis est une commune autrichienne du district de Rohrbach en Haute-Autriche.